# Eunidiella pilosa
Eunidiella pilosa là một loài bọ cánh cứng trong họ Cerambycidae.